# Neuland
Neuland is het enige muziekalbum van de Amerikaanse muziekgroep met dezelfde naam. Het bleek achteraf een gelegenheidsformatie, want al relatief snel na de uitgifte van het album werd niets meer over de band Neuland vernomen.

## Inleiding
De band Neuland werd in de zomer van 2018 opgericht door twee ex-leden van Tangerine Dream (TD), werkzaam in hetzelfde muzikaal gebied. Peter Baumann maakte deel uit van TD in de jaren zeventig, was lange tijd baas van platenlabels (Private Music en Bureau B) en kwam in 2016 met een soloalbum Machines of desire, waarbij hij allerlei nieuw instrumentarium ontdekte. Paul Haslinger was lid van TD in de periode 1985-1990, specialiseerde zich in filmmuziek. Ze zaten dus nooit samen in Tangerine Dream, maar maakten kennis met elkaar toen TD voor Private Music ging opnemen. Baumann en Haslinger probeerden na hun deelnamen ook al een band te stichten onder de naam Blue Room, elektronische muziek met zang van John Baxter, hetgeen toen niet in het tijdsbeeld paste, aldus Baumann.
Neuland wilde meebewegen op een nieuwe interesse voor oude elektronische muziek, maar dan meer richting ambient. Neuland (Nederlands: Nieuw land) staat voor de door hun nieuw ingebrachte elementen. Volgens Wouter Bessels, liefhebber van de muziek van TD, is af en toe de opzet en klank van die band te horen, maar miste deze samenwerking effectiviteit. Bessels hoopt dat het tweede album meer uitsluitsel zou geven, maar van een eventuele hernieuwde samenwerking was sinds dit album geen resultaat te koop; de site neuland.net heeft in 2023 een andere eigenaar. In 2025 kwam Baumann weer met eigen werk: Nightfall
Neuland werd opgenomen in 2018 en 2019 in Los Angeles en San Francisco

## Musici
- Peter Baumann – synthesizers, elektronica
- Paul Haslinger - idem

## Muziek
| Nr. | Titel             | Duur |
| --- | ----------------- | ---- |
| 1.  | Cascade 39        | 4:56 |
| 2.  | Road to Danakil   | 6:28 |
| 3.  | A world apart     | 4:15 |
| 4.  | Counting out time | 5:25 |
| 5.  | Dream 9           | 7:36 |
| 6.  | Liquid sky        | 5:29 |
| 7.  | The lost chord    | 6:30 |
| 8.  | M-tron fields     | 3:39 |

| Nr. | Titel                | Duur |
| --- | -------------------- | ---- |
| 1.  | Measure              | 5:34 |
| 2.  | Voices from the past | 5:47 |
| 3.  | The long now         | 4:30 |
| 4.  | Moons ago            | 6;20 |
| 5.  | 54 novo              | 5:00 |
| 6.  | Nautilus             | 8:10 |
| 7.  | Longing in motion    | 4:40 |